# Chand Bibi

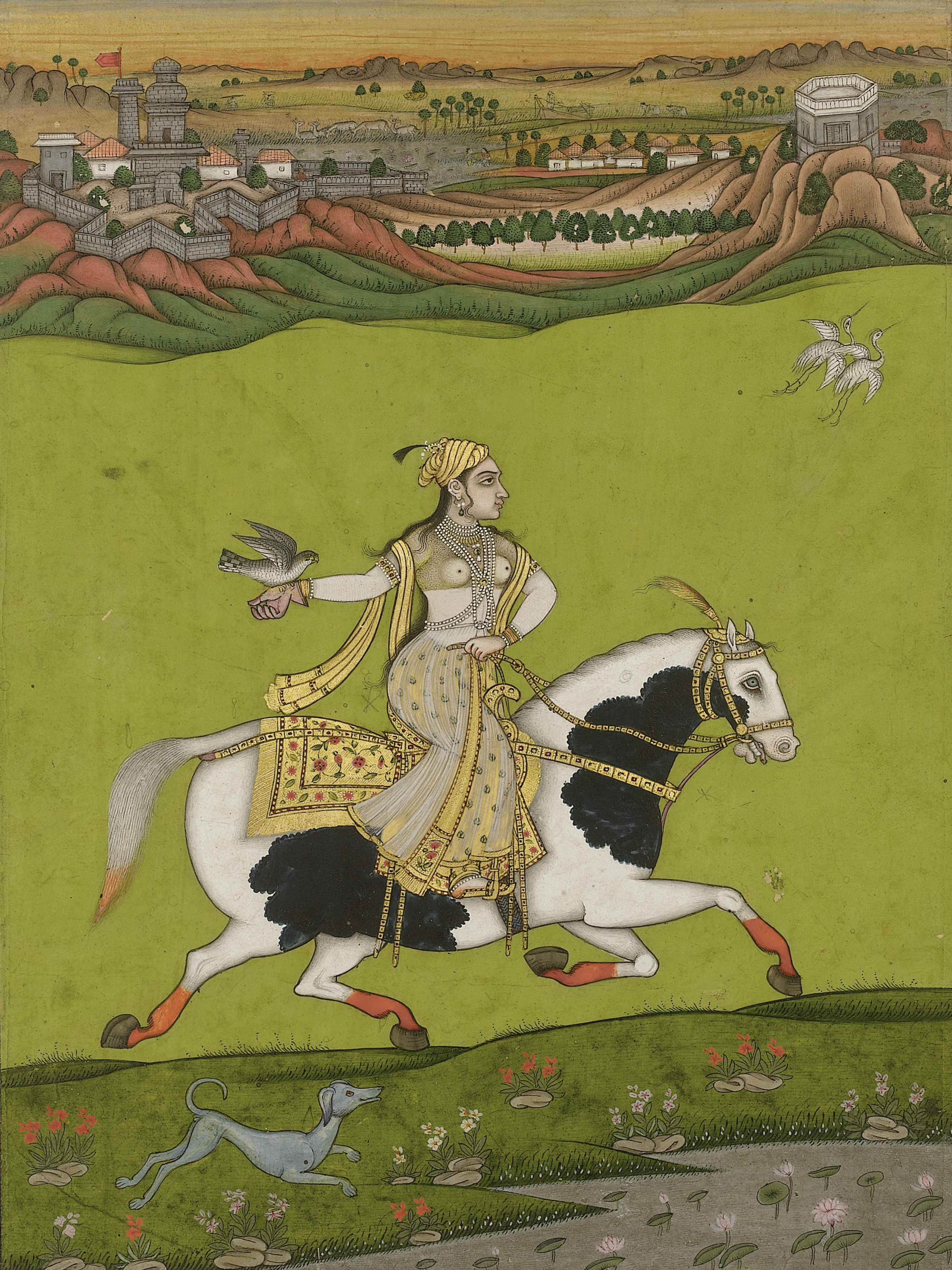
Chand Bibi på falkjakt, målning från 1700-talet.

Chand Bibi, född 1550, död 3 juli 1600 i Ahmednagar, även känd under namnet Chand Khatun eller Chand Sultana, var regent i Bijapursultanatet som förmyndare för sin makes efterträdare (1580-1590) och regent i Ahmednagarsultanatet som förmyndare för sin brorsons son (1596-1599). 

## Biografi
Chand Bibi var dotter till sultan Hussain Nizam Shah I av Ahmednagar och syster till sultan Burhan-ul-Mulk av Ahmednagar. Hon var polyglott, talade bland annat arabiska, persiska, turkiska, marattiska och kannada. Hon skapade musik, spelade sitar och målade.
Hon gifte sig första gången med sultan Ali Adil Shah I av Bijapur, som regerade 1558-1580. När maken avled 1580 efterträddes han av Ibrahim Adil Shah II under ett förmyndarråd. Hon lyckades ta kontroll över förmyndarregeringen och själv bli regent. År 1590 återvände hon till  Ahmednagar. 
År 1595 avled hennes brorson, sultanen av Ahmednagar, och efterträddes av sin son Bahadur Nizam Shah. Sultanen var omyndig och hon blev regent i hans förmyndarregering i egenskap av hans fars faster. 
Chand Bibi är känd för sitt modiga försvar av Ahmednagar 1596 och 1600 under attackerna från mogulkejsaren Akbar I. 
Hon dödades i det belägrade Ahmednagar den 3 juli 1600 av sina egna anhängare. Hennes militära allierade Malik Ambar, erövrade staden efter hennes död och efterträdde henne som regent.